# Montabot
Montabot és un municipi francès situat al departament de la Manche i a la regió de Normandia. L'any 2007 tenia 286 habitants.

## Demografia

### Població
El 2007 la població de fet de Montabot era de 286 persones. Hi havia 100 famílies de les quals 24 eren unipersonals (12 homes vivint sols i 12 dones vivint soles), 28 parelles sense fills, 44 parelles amb fills i 4 famílies monoparentals amb fills.
La població ha evolucionat segons el següent gràfic:
Habitants censats

### Habitatges
El 2007 hi havia 152 habitatges, 105 eren l'habitatge principal de la família, 31 eren segones residències i 16 estaven desocupats. Tots els 152 habitatges eren cases. Dels 105 habitatges principals, 70 estaven ocupats pels seus propietaris, 33 estaven llogats i ocupats pels llogaters i 2 estaven cedits a títol gratuït; 1 tenia dues cambres, 7 en tenien tres, 24 en tenien quatre i 73 en tenien cinc o més. 71 habitatges disposaven pel capbaix d'una plaça de pàrquing. A 48 habitatges hi havia un automòbil i a 48 n'hi havia dos o més.

### Piràmide de població
La piràmide de població per edats i sexe el 2009 era:
| Homes | Edats   | Dones |
| ----- | ------- | ----- |
| 0     | 95 o +  | 0     |
| 0     | 90 a 94 | 0     |
| 0     | 85 a 89 | 4     |
| 0     | 80 a 84 | 4     |
| 0     | 75 a 79 | 8     |
| 4     | 70 a 74 | 0     |
| 20    | 65 a 69 | 12    |
| 8     | 60 a 64 | 16    |
| 8     | 55 a 59 | 4     |
| 24    | 50 a 54 | 8     |
| 4     | 45 a 49 | 4     |
| 4     | 40 a 44 | 12    |
| 8     | 35 a 39 | 4     |
| 12    | 30 a 34 | 8     |
| 8     | 25 a 29 | 20    |
| 20    | 20 a 24 | 8     |
| 4     | 15 a 19 | 4     |
| 12    | 10 a 14 | 8     |
| 8     | 5 a 9   | 4     |
| 4     | 0 a 4   | 12    |

## Economia
El 2007 la població en edat de treballar era de 173 persones, 134 eren actives i 39 eren inactives. De les 134 persones actives 123 estaven ocupades (70 homes i 53 dones) i 11 estaven aturades (4 homes i 7 dones). De les 39 persones inactives 19 estaven jubilades, 8 estaven estudiant i 12 estaven classificades com a «altres inactius».

### Ingressos
El 2009 a Montabot hi havia 110 unitats fiscals que integraven 289 persones, la mediana anual d'ingressos fiscals per persona era de 13.568 €.

### Activitats econòmiques
Dels 6 establiments que hi havia el 2007, 1 era d'una empresa alimentària, 2 d'empreses de construcció, 1 d'una empresa de comerç i reparació d'automòbils, 1 d'una empresa d'informació i comunicació i 1 d'una empresa immobiliària.
Dels 3 establiments de servei als particulars que hi havia el 2009, 1 era una fusteria, 1 lampisteria i 1 agència immobiliària.
L'any 2000 a Montabot hi havia 36 explotacions agrícoles que ocupaven un total de 1.000 hectàrees.

## Poblacions més properes
El següent diagrama mostra les poblacions més properes.